# Tōkyū

Mapa da rede

A Tōkyū Corporation (東京急行電鉄株式会社, Tōkyō Kyūkō Dentetsu Kabushiki-gaisha) é uma empresa privada que gerencia as linhas ferroviárias no oeste e no sudoeste de Tóquio e Kanagawa no Japão. A empresa foi fundada em 1922 e a sua sede é em Shibuya.
Tōkyū faz parte do Grupo Tōkyū (東急グループ, Tōkyū Gurūpu). Neste grupo, há também lojas como Tōkyū Hands e 109, e hotéis (Tōkyū Hotels e Tōkyū Inns), que incluem a Torre Cerulean. Tōkyū é também o maior acionista da JAL.

## História
A empresa Tōkyū foi fundada em 2 de setembro de 1922 sob o nome de Estrada de ferro elétrica de Meguro-Kamata (目黒蒲田電鉄, Meguro Kamata Dentetsu) e depois de Estrada de ferro elétrica de Tokyo-Yokohama (東京横浜電鉄, Tōkyō Yokohama Dentetsu) antes de receber seu nome atual em 1943.
De 1944 a 1948, a Tōkyū englobou as companhias atuais Keikyū, Keiō e Odakyū sob o nome Dai-Tōkyū (Grande Tōkyū).

## Linhas
A rede Tōkyū consiste de 7 linhas.
| Símbolo | Linha              | Nome japonês | Terminal                    | Comprimento (km) | Estações |
| ------- | ------------------ | ------------ | --------------------------- | ---------------- | -------- |
|         | Linha Tōyoko       | 東横線       | Shibuya - Yokohama          | 24,2             | 21       |
|         | Linha Meguro       | 目黒線       | Meguro - Hiyoshi            | 11,9             | 13       |
|         | Linha Den-en-toshi | 田園都市線   | Shibuya - Chuo-Rinkan       | 31,5             | 27       |
|         | Linha Ōimachi      | 大井町線     | Oimachi - Mizonokuchi       | 10,4             | 15       |
|         | Linha Ikegami      | 池上線       | Gotanda - Kamata            | 10,9             | 15       |
|         | Linha Setagaya     | 世田谷線     | Sangen-Jaya - Shimo-Takaido | 5,0              | 10       |
|         | Linha Tamagawa     | 多摩川線     | Kamata - Tamagawa           | 5,6              | 7        |